# ابراهیم نحاس
ابراهیم بن بدوی نَحّاس (؟ -۱۹۰۶م) فقیه شافعی ازهری مصری بود که به شعر نیز پرداخت. مقدمة فی الفقه، دیوان و الأنوار الأزهریة المحیط بالخطب المنبریة از آثار اوست.